# Astyanax eremus

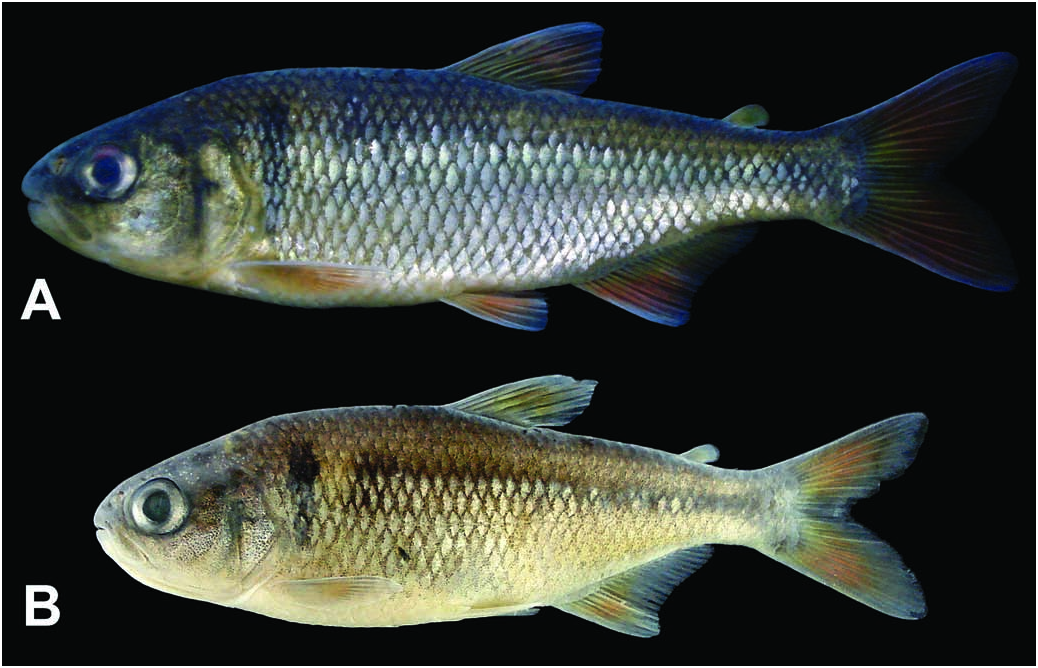
Astyanax

Astyanax eremus es una especie de pez de agua dulce que integra el género Astyanax, de la familia Characidae, cuyos integrantes son denominadas comúnmente mojarras o lambaríes. Habita en un biotopo de aguas templadas en el centro-este de Sudamérica.

## Taxonomía
Esta especie fue descrita originalmente en el año 2014 por los ictiólogos brasileños Leonardo F. S. Ingenito y Luiz F. Duboc. Pertenece al complejo de especies Astyanax scabripinnis.
Localidad y ejemplares tipo
La localidad tipo es: Brasil, Paraná, Balsa Nova, río Canivete, tributario del río Iguazú, en la hacienda Amola-Faca/Registro (25º35’09”S 49º44’01”W).
El holotipo es el catalogado como MNRJ 39677, el cual midió 94 mm. Fue colectado el 23 de octubre de 2008 por L. F. S. Ingenito, L. F. Duboc y G. Otto. 
Los paratipos fueron colectados con el holotipo. Estos son: MCP 46942, MHNCI 12485, MNRJ 39678, NUP 13501.
Etimología
Etimológicamente, el nombre genérico Astyanax proviene de Astianacte, un personaje de la mitología griega que estuvo involucrado en la guerra de Troya; era hijo de Héctor y de Andrómaca, y nieto de Príamo, rey de Troya. El nombre específico eremus es un adjetivo el cual refiere a la idéntica palabra en latín, que significa ‘solo’ o ‘deshabitado’, en alusión a la ausencia de otras especies de peces en la localidad tipo.

## Distribución geográfica y hábitat
Esta especie es un endemismo del sudeste del Brasil. Habita en un curso fluvial de aguas templadas en el centro-este de Sudamérica, correspondientes a la cuenca del Plata, en la subcuenca del río Alto Paraná, y de esta en la cuenca del río Iguazú, en el estado de Paraná (este), al oeste de la ciudad de Curitiba, en el sudeste de Brasil. Solo fue encontrado en el río Canivete, un pequeño y corto afluente directo del curso principal del alto río Iguazú, en el municipio de Balsa Nova. Específicamente se conoce de la localidad tipo, un corto tramo con aguas lénticas y transparentes de 1000 m de longitud, 5 m de anchura, y de 50 a 100 cm de profundidad, y fondo de arcilla y arena cubierto de manera variable por restos vegetales: caídos, como troncos, ramas, hojas, etc. Allí ese río atraviesa un bosque montano de Araucaria angustifolia y otras especies arbóreas y arbustivas, de cerca de 150 m de ancho, bien conservado, pero insularizado, al estar rodeado por cultivos de trigo. Este corto trecho está aislado por rápidos y caídas de más de 10 metros tanto de las aguas superiores del Canivete como del Iguazú.
Poco se sabe de sus hábitos de esta especie; sólo que se reproduce en octubre. No fueron capturadas otras especies de peces en el pequeño tramo fluvial donde habita.
El Paraná es uno de los ríos formadores del Río de la Plata, el cual vuelca sus aguas en el océano Atlántico.
Ecorregionalmente esta especie es un endemismo de la ecorregión de agua dulce Iguazú.
Este río desciende desde la Serra do Mar hasta el Paraná formando rápidos, cascadas y cataratas, la mayor de todas son el conjunto denominado cataratas del Iguazú, de cerca de 80 metros de desnivel, en proximidades de su desembocadura. Estos accidentes fluviales han sido barreras infranqueables para las comunidades ícticas que viven en cada tramo, siendo especialmente determinante el gran salto ya citado, pues representó la imposibilidad de que la ictiofauna del río Paraná pudiese conquistar el resto del curso del Iguazú, lo que ha permitido que durante 22 millones de años se desarrollen y completen procesos de especiación, lo que se tradujo en una biocenosis notablemente rica en endemismos, los que alcanzan a componer, en el tramo medio del río, el 80 % del total de las especies presentes.
En el Iguazú, aguas arriba de las cataratas homónimas, habitan otras especies del género Astyanax: A. dissimilis, A. longirhinus, A. minor, A. serratus, A. jordanensis, A. ita, A. totae, A. varzeae, A. bifasciatus y A. gymnogenys. Ninguna de ellas habita en el curso del río Paraná.